# 星萼龙胆
星萼龙胆（学名：Gentiana asterocalyx）为龙胆科龙胆属的植物，为中国的特有植物。分布于中国大陆的云南等地，生长于海拔3,000米至3,140米的地区，一般生长在山坡白垩土上，目前尚未由人工引种栽培。